# Metal Gear Rising: Revengeance
Metal Gear Rising: Revengeance ist ein Actionspiel in der Welt der Computerspielreihe Metal Gear. Es wurde im Auftrag des japanischen Publishers Konami vom ebenfalls japanischen Entwicklerstudio Platinum Games entwickelt und erschien im Februar 2013 für Xbox 360 und PlayStation 3. 2014 erschien es zudem für Windows und MacOS, 2016 auch für Android. Der Spieler steuert darin Raiden, die Hauptfigur aus Metal Gear Solid 2, der als technisch aufgewerteter Cyborg gegen das private Militärunternehmen Desperado Enforcement kämpft. Anders als in der Hauptreihe, die Wert auf Schleichen und heimliches Vorgehen legt, stehen bei Revengeance actionreich inszenierte Gefechte im Vordergrund. Das Spiel war ursprünglich unter dem Titel Metal Gear Solid: Rising intern bei Kojima Productions in der Entwicklung, wurde wegen Problemen bei der Entwicklung jedoch zunächst auf Eis gelegt.

## Handlung
Die Handlung spielt rund vier Jahre nach den Ereignissen in Metal Gear Solid: Guns of the Patriots. Raiden arbeitet für das private Militärunternehmen Maverick Security Consulting, in dessen Auftrag er N’mani, den Ministerpräsidenten eines nicht näher genannten afrikanischen Landes, beschützen soll. Der Konvoi wird von Soldaten des Militärunternehmens Desperado Enforcement überfallen und N’mani entführt. Raiden verfolgt die Söldner, kann den Tod seines Schützlings jedoch nicht verhindern. Im Kampf unterliegt er den Söldneranführern Sundowner und Sam, wobei er einen Arm und sein linkes Auge verliert. Diese werden durch Cyborgtechnologie ersetzt und Raiden begibt sich nach seiner Genesung auf die Suche nach den Gründen und den Hintermännern für den Angriff auf N’mani. Wie für die Serie üblich stößt er auf ein Netz aus Korruption und Verschwörung. Schauplätze sind Abchasien, Mexiko und eine Konzernzentrale in Denver.

## Spielprinzip
Raiden wird vom Spieler direkt gesteuert, wobei das Spielgeschehen aus einer Third-Person-Perspektive gezeigt wird. Das Spiel besteht aus acht weitgehend linear aufgebauten Leveln, in denen die Kämpfe gegen unterschiedliche Gegner bei gleichzeitig hohem Spieltempo im Vordergrund stehen. Das Kampfsystem besteht im Kern aus zwei unterschiedlichen Kampfattacken (stark/schwächer), die zusammen mit Blockmanövern zu verschiedenen Angriffskombinationen verbunden werden können. Ein besonderes Feature ist der Blade-Modus, in dem die Zeit stark verlangsamt wird und mit Hilfe des Analogsticks bestimmt werden kann, an welcher Stelle Raiden mit seinem Katana zuschlagen soll. Dabei können gezielt Schwachstelle attackiert werden, wodurch Gegner behindert werden, Boni gesammelt und Raidens Energiereserven aufgeladen werden. Für die Kampfgestaltung werden Punkte vergeben, mit denen der Spieler Raiden zwischen den Missionen aufwerten kann.

## Entwicklung
Auf der E3 2009 kündigte Kojima offiziell die Entwicklung eines Ablegers mit dem Titel Metal Gear Solid: Rising an. Es sollte die erzählerische Lücke zwischen Sons of Liberty und Guns of the Patriots schließen. Intern nahm sich Kojima bei der Entwicklung zurück und überließ die Verantwortung einem Team von jungen Entwicklern. Durch unzureichende Führung und zunehmende Designmängel begann das Projekt jedoch zu stagnieren, sodass Kojima die Entwicklung einstellen ließ. Da er das bereits existierende Grundgerüst jedoch nicht einfach verwerfen wollte, suchte er nach externer Unterstützung und wandte sich an den befreundeten Spieleproduzenten Atushi Inaba von Platinum Games. Auf den Spike Video Game Awards 2011 gab Kojima schließlich die Übergabe des Projekts an Platinum Games und den Namenswechsel zu Metal Gear Rising: Revengeance bekannt. Platinum wechselte für den engen Zeitplan auf seine hauseigene Engine statt der ursprünglich genutzten Fox-Engine von Konami. Kojima Productions machte keinerlei Vorgaben und beaufsichtigte lediglich die Handlung, die Cutscenes und das Szenario. Die Handlung verschob auf sich zeitlich auf nach Guns of the Patriots.

### Synchronsprecher
| Charakter                   | Englischer Sprecher      | Japanischer Sprecher |
| --------------------------- | ------------------------ | -------------------- |
| Raiden                      | Quinton Flynn            | Kenyu Horiuchi       |
| Samuel Rodrigues            | Philip Anthony-Rodriguez | Hiroaki Hirata       |
| Blade Wolf                  | Michael Beattie          | Yoshimasa Hosoya     |
| Boris Vyacheslavovich Popov | J. B. Blanc              | Takayuki Sugo        |
| Kevin Washington            | Phil LaMarr              | Yuichi Nakamura      |
| Courtney Collins            | Kari Wahlgren            | Miyuki Sawashiro     |
| Doktor                      | Jim Ward                 | Mugihito             |
| Mistral                     | Salli Saffioti           | Romi Park            |
| Monsoon                     | John Kassir              | Masashi Ebara        |
| Sundowner                   | Crispin Freeman          | Ken Nishida          |
| Steven Armstrong            | Alastair Duncan          | Unshō Ishizuka       |
| George                      | Sean Krishnan            | Mutsumi Tamura       |
| N'mani                      | Dorian Harewood          | Nobuaki Fukuda       |
| Andrey Dolzaev              | Travis Willingham        | Fumihiko Tachiki     |
| Desperado-Wissenschaftler   | Benito Martinez          |                      |
| Sunny                       | Christina Puccelli       | Kikuko Inoue         |
| Khamsin                     | Benito Martinez          | Rikiya Koyama        |

## Rezeption
Im Schnitt erhielt Metal Gear Rising gute Wertung. Metacritic ermittelt einen Wertungsschnitt von 80 % für PS3, 82 % für Xbox 360 und 83 % für Windows.

„Genau hierin finden sich auch die Essenz und das Ziel von Metal Gear Rising: Revengeance. Ich habe schon von vielen Leuten gehört, dass sie sich über eine kurze Spielzeit von vier bis fünf Stunden beschweren. […] Spiele wie Metal Gear Rising: Revengeance wollen mehrmals durchgespielt und bezwungen werden. Jeder Kampf lehrt euch neue Feinheiten und ihr wachst mit den steigenden Herausforderungen. Falls ihr euch danach sehnt und das letzte Devil May Cry als viel zu leicht empfandet, lasst ihr auf der Stelle alles liegen, kauft dieses Spiel und vergrabt Handy mitsamt Terminkalender im Garten. Ihr werdet sie nicht vermissen.“

„Die Katana-Action ist gnadenlos und sortiert sich gut ins Metal Gear-Universum ein, zeigt im Detail aber Schwächen.“